# Batalla naval de La Rochelle (1372)
|  | Per a d'altres significats vegeu Batalla de La Rochelle |

La batalla naval de La Rochelle va tenir lloc el 22 de juny de 1372 entre una esquadra anglesa i una altra castellana, amb victòria de la segona, davant les costes de la ciutat de La Rochelle. Va ser la primera fase del Setge de La Rochelle, conclòs el 23 d'agost del mateix any, en què forces terrestres i navals franco-castellanes van prendre la ciutat, fins aleshores en poder d'Anglaterra, en el context de la Guerra dels Cent Anys.

## Antecedents
El 1369 Carles V de França va reprendre les hostilitats de la Guerra dels Cent Anys amb Anglaterra, amb la qual cosa violava el Tractat de Brétigny (1360) que havia posat pau entre els contendents. En bona part la seva decisió es basava en el fet que ara podia comptar amb l'ajuda d'Enric II de Castella, que disposava d'una poderosa armada, la qual cosa donava a la nova ofensiva moltes possibilitats d'èxit.
Aquesta aliança franco-castellana es remuntava a la Guerra Civil Castellana (1366-1369), en la qual Enric de Trastàmara (futur Enric II), amb l'objectiu de contrarestar els efectes de la coalició que amb Anglaterra havia format el seu oponent Pere I el Cruel (o  el Justicier  segons els seus partidaris), va signar amb Carles V de França un acord de cooperació militar. Segons el Tractat de Toledo de 20 de novembre de 1368, Castella hauria d'aportar el doble de naus de les franceses en les operacions navals conjuntes que es desenvolupessin a partir d'aleshores.
Dins de la seva estratègia de captura de places fortes angleses, el rei francès pretenia intensificar el setge sobre La Rochelle, punt clau per al control del Ducat de Guiena, en poder d'Anglaterra. Per això va demanar la col·laboració naval castellana, i Enric II va enviar a aquest efecte una flota comandada per l'almirall Ambròs Boccanegra, successor en el càrrec del seu pare Egidi, genovès com ell. Eduard III d'Anglaterra, conscient de la importància d'aquesta plaça, es va proposar defensar-la a qualsevol preu, i va esmerçar abundants recursos per tal de formar una armada, el comandament de la qual conferí al seu gendre Joan de Hastings, comte de Pembroke. A més dels vaixells de guerra hi anaven naus de transport amb homes, material i diners destinats a la guerra a la Guiena.

## Batalla
Les fonts medievals que al·ludeixen a aquest combat difereixen en la informació que sobre ell aporten. Jean Froissart (1337-1404), cronista caracteritzat per la seva anglofília, esmenta una superioritat numèrica castellana. No obstant això, el contrast amb altres fonts indica que segurament la situació era la contrària. S'estimen, com a dades més probables, 20 o 22 vaixells castellans (fonamentalment galeres i unes poques naus) i 36 naus angleses (més 14 embarcacions de càrrega i transport).
Probablement va ser l'esquadra anglesa la que va arribar primer a La Rochelle. El dia 21 va ser vista per la castellana, entre els capitans de la qual es trobaven, a més de l'almirall, Fernán Ruiz Cabeza de Vaca, Fernando de Peón i Ruy Díaz de Rojas (Adelantado Major de Guipúscoa i cap de les naus). Després de tenir una escaramussa sense importància amb l'enemic i haver estudiat la situació, Bocanegra decidí de retirar-se.
El que els marins anglesos van atribuir a una covardia del genovès (com així ho pregonaven) va ser en realitat un estratagema. Coneixedor de les condicions naturals del lloc i de les característiques de les naus dels dos bàndols, l'almirall va preferir esperar l'endemà. Va ser en aquesta jornada quan, durant la baixamar, les naus angleses van quedar encallades, i abans que pugés la marea i poguessin surar, es va acostar a elles l'esquadra castellana, aprofitant-se de la major lleugeresa i menor calat de les seves galeres.
Mercès a aquesta immobilitat, els castellans van llançar sobre els anglesos artificis de foc (segurament amb bombardes) que aquests no van poder esquivar, i es produí entre ells una gran mortaldat. La derrota anglesa va ser total: Totes les seves naus van ser cremades, enfonsades o capturades per l'enemic; Pembroke va ser capturat, juntament amb 400 cavallers (per al seu rescat es podien demanar elevades sumes de diners) i 8.000 soldats, i la capacitat de mantenir la possessió de la ciutat, i fins i tot de tota la Guiena, es va reduir dràsticament. Com a colofó, durant el viatge de tornada amb destinació a Santander, Bocanegra va capturar, a l'altura de Bordeus, quatre vaixells anglesos.
En fer presoners l'almirall de Castella va tenir amb els vençuts en aquesta batalla un gest humanitari inusual en aquells temps, ja que era costum aleshores degollar o llançar a l'aigua a tots els adversaris, encara que s'haguessin rendit. Pembroke i setanta cavallers «d'esperons daurats » van ser enviats a Burgos, a la presència del rei Enric, qui va fer entrega al conestable francès Bertrand du Guesclin del comte ostatge, que va morir més tard durant el captiveri.

## Conseqüències
El primer efecte de la derrota anglesa va ser que va facilitar enormement la conquesta de La Rochelle, aconseguida dos mesos després per forces terrestres i marítimes franco-castellanes. I aquest fet va marcar el desenvolupament de la Guerra dels Cent Anys, ja que com a resultat de la pèrdua d'aquesta estratègica plaça (a més dels soldats i recursos embarcats a la flota vençuda) Anglaterra va tenir més dificultats per defensar les seves possessions a la Guiena davant l'ofensiva francesa, que es va accelerar a partir d'aquest moment.
Pel que fa a la Corona de Castella, la seva rotunda victòria va tenir per a ella favorables repercussions militars i econòmiques. Es va consolidar com a primera potència naval a l'oceà Atlàntic, la qual cosa li atorgava més possibilitats mercantils als seus marins (fonamentalment bascos i càntabres). El comerç de llana entre Anglaterra i Flandes s'havia interromput a causa de la guerra, i ara seria Castella la que substituiria en aquesta activitat a la derrotada Anglaterra. Els seus mercaders van construir fins i tot un magatzem a Bruges. Els ingressos obtinguts de les exportacions van propiciar un auge econòmic castellà, i Burgos va esdevenir una les ciutats més importants d'Europa Occidental.